# Place Louis-Armstrong
La place Louis-Armstrong est une voie située dans le quartier de la Salpêtrière du 13e arrondissement.

## Situation et accès
La place Louis-Armstrong est située à la rencontre des rues Esquirol, Jeanne-d'Arc et Jenner.
Elle est desservie à proximité par la ligne 5 à la station Campo-Formio.

## Origine du nom
Elle rend hommage au trompettiste de jazz Louis Armstrong (1901-1971). Son premier disque européen a été enregistré aux studios Polydor, boulevard de la Gare, en 1934

## Historique
La place, de forme triangulaire, est créée sur l'emprise des voies qui la bordent et prend sa dénomination actuelle le 4 février 1992.

## Bâtiments remarquables et lieux de mémoire
- Le jardin Federica-Montseny.
- L'une des dix fontaines Wallace de l'arrondissement.

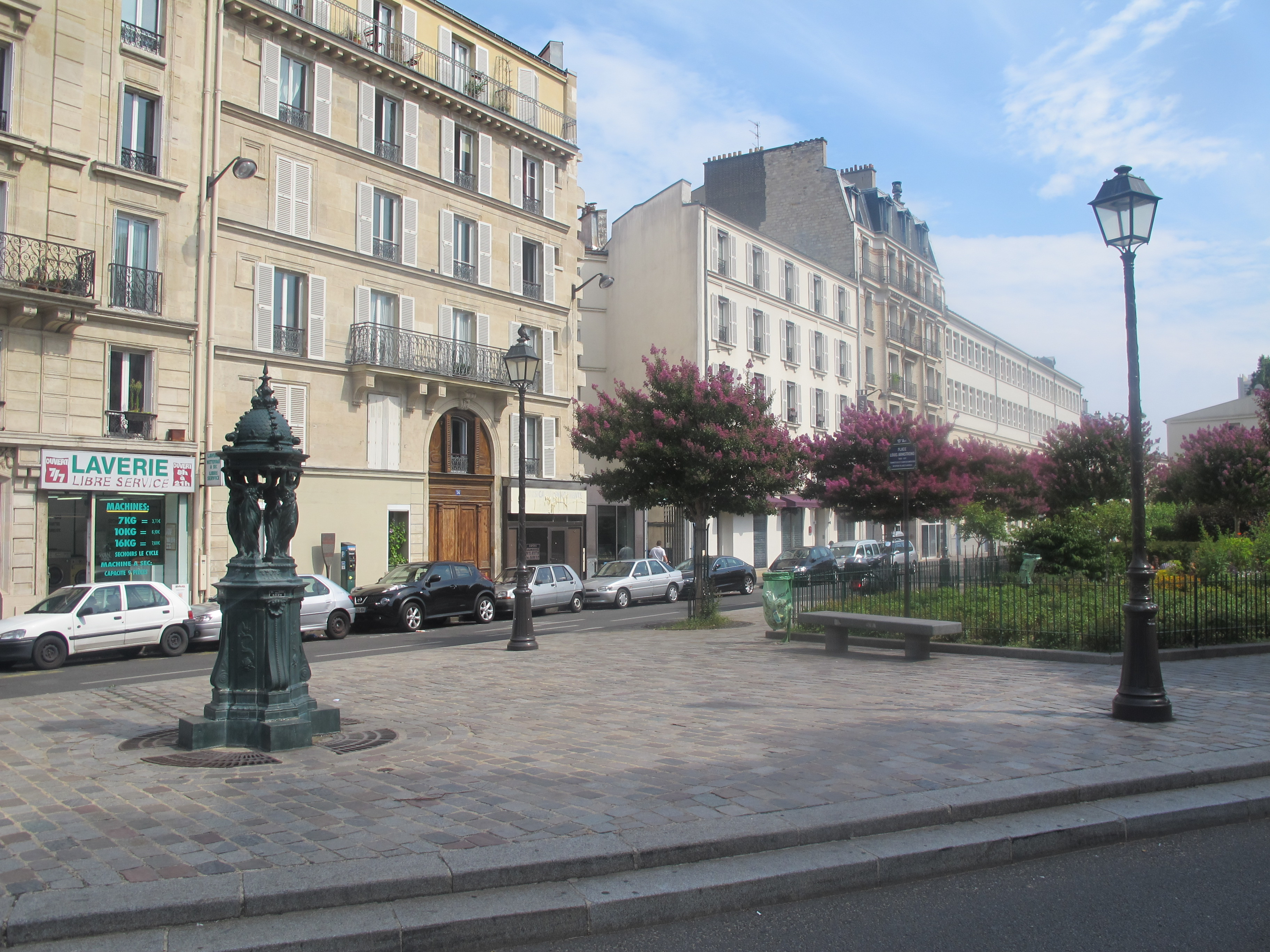
La fontaine Wallace.